# Erislandy Álvarez
Erislandy Álvarez Borges, född 14 juli 2000, är en kubansk boxare.

## Karriär
Vid olympiska sommarspelen 2024 i Paris tog Álvarez guld i lättvikt efter att ha besegrat franske Sofiane Oumiha i finalen.